# Coupe d'Allemagne de football 1969-1970
Navigation
Édition précédente Édition suivante
La coupe d'Allemagne de football 1969-1970 est la vingt septième édition de l'histoire de la compétition. La finale a lieu à Hanovre au  Niedersachsenstadion. 
Le Kickers Offenbach  remporte le trophée pour la première fois de son histoire. Il bat en finale le FC Cologne sur le score de 2 buts à 1.

## Premier tour
Résultats du premier tour
| Date           | Domicile                | Extérieur                 | score           |
| -------------- | ----------------------- | ------------------------- | --------------- |
| 02 - 01 - 1970 | Eintracht Gelsenkirchen | Borussia Mönchengladbach  | 1 - 3           |
| 03 - 01 - 1970 | 1. FC Nuremberg         | VfB Stuttgart             | 1 - 0           |
| 03 - 01 - 1970 | Kickers Offenbach       | TSV 1860 Munich           | 4 - 1           |
| 03 - 01 - 1970 | Hanovre 96              | Rot-Weiß Oberhausen       | 3 - 2           |
| 03 - 01 - 1970 | Jahn Regensburg         | Eintracht Brunswick       | 1 - 0           |
| 04 - 01 - 1970 | FC 08 Villingen         | Hambourg SV               | 1 - 3           |
| 25 - 03 - 1970 | Rot-Weiss Essen         | 1. FC Cologne             | 3 - 3 (a . p .) |
| 25 - 03 - 1970 | SG Wattenscheid 09      | Bayern Munich             | 1 - 6           |
| 25 - 03 - 1970 | I. SC Göttingen 05      | MSV Duisbourg             | 0 - 1 (a . p .) |
| 25 - 03 - 1970 | Wuppertaler SV          | 1. FC Kaiserslautern      | 1 - 0           |
| 26 - 03 - 1970 | VfL Osnabrück           | Eintracht Francfort       | 1 - 2 (a . p .) |
| 08 - 04 - 1970 | SV Alsenborn            | FC Schalke 04             | 1 - 5           |
| 15 - 04 - 1970 | FK Pirmasens            | Hertha BSC Berlin         | 1 - 2           |
| 22 - 04 - 1970 | Schwarz-Weiß Essen      | Borussia Dortmund         | 1 - 2           |
| 05 - 05 - 1970 | Tennis Borussia Berlin  | Werder Brême              | 0 - 2           |
| 11 - 07 - 1970 | Arminia Hanovre         | Alemannia Aix-la-Chapelle | 0 - 3           |

Matchs rejoués
| Date           | Domicile     | Extérieur       | Score |
| -------------- | ------------ | --------------- | ----- |
| 24 - 07 - 1970 | 1.FC Cologne | Rot-Weiss Essen | 5 - 1 |

## Huitièmes de finale
Résultats des huitièmes de finale
| Date           | Domicile                  | Extérieur                | score      |
| -------------- | ------------------------- | ------------------------ | ---------- |
| 28 - 07 - 1970 | FC Schalke 04             | Hertha BSC Berlin        | 0 - 0 a.p. |
| 29 - 07 - 1970 | Hanovre 96                | Borussia Mönchengladbach | 1 - 3      |
| 29 - 07 - 1970 | Eintracht Francfort       | Hambourg SV              | 2 - 0      |
| 29 - 07 - 1970 | Wuppertaler SV            | 1. FC Nuremberg          | 0 - 3      |
| 29 - 07 - 1970 | 1. FC Cologne             | MSV Duisbourg            | 6 - 1      |
| 29 - 07 - 1970 | Alemannia Aix-la-Chapelle | Werder Brême             | 1 - 1 a.p. |
| 29 - 07 - 1970 | Bayern Munich             | SSV Jahn Ratisbonne      | 4 - 0      |
| 30 - 07 - 1970 | Kickers Offenbach         | Borussia Dortmund        | 2 - 1 a.p  |

Matchs rejoués
| Date           | Domicile          | Extérieur                 | score      |
| -------------- | ----------------- | ------------------------- | ---------- |
| 01 - 08 - 1970 | Hertha BSC Berlin | FC Schalke 04             | 4 - 0      |
| 03 - 08 - 1970 | Werder Brême      | Alemannia Aix-la-Chapelle | 1 - 1 a.p. |

```
Le 
Werder Brême
 obtient sa qualification par un tirage au sort
[
3
]
.
```

## Quarts de finale
Résultats des quarts de finale
| Date           | Domicile                  | Extérieur         | Score      |
| -------------- | ------------------------- | ----------------- | ---------- |
| 05 - 08 - 1970 | Borussia Mönchengladbach  | 1. FC Cologne     | 2 - 3 a.p. |
| 05 - 08 - 1970 | 1. FC Nuremberg           | Bayern Munich     | 2 - 1      |
| 05 - 08 - 1970 | Eintracht Francfort       | Kickers Offenbach | 0 - 3      |
| 06 - 08 - 1970 | Alemannia Aix-la-Chapelle | Hertha BSC Berlin | 1 - 0      |

## Demi-finales
Résultats des demi-finales
| Date           | Domicile                  | Extérieur       | Score |
| -------------- | ------------------------- | --------------- | ----- |
| 19 - 08 - 1970 | Alemannia Aix-la-Chapelle | 1. FC Cologne   | 0 - 4 |
| 19 - 08 - 1970 | Kickers Offenbach         | 1. FC Nuremberg | 4 - 2 |

## Finale
| Entraîneur :   |
| Kurt Schreiner |

| Entraîneur : |
| Ernst Ocwirk |

| Entraîneur :   |
| Kurt Schreiner |

| Entraîneur : |
| Ernst Ocwirk |